# Highlander III: The Sorcerer
Highlander III: The Sorcerer is een Amerikaanse actiefilm uit 1994 onder regie van Andrew Morahan. Het is het derde deel in de Highlander-filmserie.

## Rolverdeling
| Acteur              | Personage                                |
| ------------------- | ---------------------------------------- |
| Christopher Lambert | Connor MacLeod                           |
| Mario Van Peebles   | Kane                                     |
| Deborah Kara Unger  | Dr. Alexandra Johnson / Sarah Barrington |
| Martin Neufeld      | Lt. John Stenn                           |
| Mako Iwamatsu       | Nakano                                   |
| Raoul Trujillo      | Senghi Khan                              |
| Jean-Pierre Perusse | Khabul Khan                              |
| Daniel Do           | Dr. Fuji Takamura                        |
| Jack Ellerton       | Staring Drinker                          |
| Gabriel Kakon       | John MacLeod                             |
| Louis Bertignac     | Pierre Bouchet                           |
| Michael Jayston     | Jack Donovan                             |